# كيم سون-آه
كيم سون-آه (هانغل: 김선아) هي ممثلة كورية جنوبية، ولدت في 1 أكتوبر 1975 بدايغو في كوريا الجنوبية.

## أعمال

### مسلسلات
- محبوبتي سام سون
- امرأة ذات كرامة[6]
- قمر أحمر وشمس زرقاء[7]
- المتجر السري [8]
- إمبراطورية القانون[9]
- ملكة القناع[10]

## وصلات خارجية
- كيم سون-آه على موقع IMDb (الإنجليزية)
- كيم سون-آه على موقع قاعدة بيانات الفيلم (الإنجليزية)